# Max Comtois
Maxime „Max“ Comtois (* 8. Januar 1999 in Longueuil, Québec) ist ein kanadischer Eishockeyspieler, der seit Juli 2024 beim HK Dynamo Moskau aus der Kontinentalen Hockey-Liga (KHL) unter Vertrag steht und dort auf der Position des linken Flügelstürmers spielt. Zuvor war Comtois unter anderem insgesamt fünf Jahre in der Organisation der Anaheim Ducks aus der National Hockey League (NHL) aktiv. Mit der kanadischen Nationalmannschaft gewann er bei der Weltmeisterschaft 2021 die Goldmedaille.

## Karriere
Max Comtois wurde in Longueuil geboren, einer Großstadt in der Metropolregion Montréal. Dort lief er in seiner Jugend unter anderem für die Lac St-Louis Grenadiers und die Châteauguay Grenadiers auf, bevor er im Entry Draft der Ligue de hockey junior majeur du Québec (LHJMQ) des Jahres 2015 an dritter Position von den Tigres de Victoriaville ausgewählt wurde. Für die Tigres war der Flügelstürmer in der Folge mit Beginn der Saison 2015/16 in der LHJMQ aktiv, der ranghöchsten Juniorenliga seiner Heimatprovinz Québec. Als Rookie erzielte er 60 Scorerpunkte in 62 Spielen, sodass er ins LHJMQ All-Rookie Team berufen wurde. Mit 51 Punkten gelang es ihm nicht ganz, diese Leistung im Folgejahr zu bestätigen, bevor er im NHL Entry Draft 2017 an 50. Position von den Anaheim Ducks ausgewählt wurde.
Vorerst kehrte Comtois allerdings nach Victoriaville zurück und steigerte seine persönliche Statistik in der Saison 2017/18 auf 85 Scorerpunkte aus 54 Spielen, sodass man ihn ins Second All-Star Team der Liga wählte. Anschließend unterzeichnete er im März 2018 einen Einstiegsvertrag bei den Ducks. Im Rahmen der Vorbereitung auf die Spielzeit 2018/19 erspielte sich der Kanadier schließlich einen Platz in Anaheims Aufgebot, sodass er Anfang Oktober 2018 in der National Hockey League (NHL) debütierte. Nach zehn NHL-Einsätzen und sieben Scorerpunkten wurde er zu Anaheims Farmteam, den San Diego Gulls, in die American Hockey League (AHL) geschickt, bevor er nach weiteren vier Partien dort in die LHJMQ zurückkehrte. Dort lief der Angreifer fortan für die Voltigeurs de Drummondville auf, die seine Rechte bereits im Juni 2018 von den Tigres de Victoriaville erworben hatten.
Mit Beginn der Saison 2019/20 wechselte Comtois fest in die Organisation der Ducks und kam fortan in regelmäßigem Wechsel zwischen NHL und AHL zum Einsatz. Zur Spielzeit 2020/21 etablierte er sich schließlich im NHL-Aufgebot. Nach der Saison 2022/23 wurde sein Vertrag in Anaheim nicht verlängert, sodass er im Oktober 2023 einen auf die AHL beschränkten Vertrag bei den Chicago Wolves unterzeichnete. Im Verlauf der Spielzeit wurde er im März 2024 auch von den Carolina Hurricanes aus der NHL unter Vertrag genommen, bestritt dort allerdings nur eine Partie. Im Juli 2024 schloss sich der Kanadier dem HK Dynamo Moskau aus der Kontinentalen Hockey-Liga (KHL) an.

### International
Auf internationaler Ebene sammelte Comtois im Rahmen der World U-17 Hockey Challenge 2015 erste Erfahrungen, wobei das Team den vierten Platz belegte. Auf U18-Niveau nahm er an den U18-Weltmeisterschaften 2016 und 2017 sowie am Ivan Hlinka Memorial Tournament 2016 teil, bei denen die kanadische Auswahl die Medaillenränge ebenfalls verpasste. Anschließend vertrat er die kanadische U20-Nationalmannschaft bei der U20-Weltmeisterschaft 2018 und gewann dort mit dem Team die Goldmedaille. Im darauffolgenden Jahr führte er das kanadische Aufgebot bei der U20-Weltmeisterschaft 2019 als Mannschaftskapitän aufs Eis, erreichte mit dem Team aber nach dem Ausscheiden im Viertelfinale nur den sechsten Rang.
Bei der Weltmeisterschaft 2021 kam Comtois zu seinem Debüt für die kanadische A-Nationalmannschaft und gewann mit dem Team prompt die Goldmedaille. Im Jahr darauf folgte eine Silbermedaille.

## Erfolge und Auszeichnungen
- 2016 LHJMQ All-Rookie Team
- 2017 Teilnahme am CHL Top Prospects Game
- 2018 LHJMQ Second All-Star Team

### International
- 2015 All-Star-Team der World U-17 Hockey Challenge
- 2018 Goldmedaille bei der U20-Weltmeisterschaft
- 2021 Goldmedaille bei der Weltmeisterschaft
- 2022 Silbermedaille bei der Weltmeisterschaft

## Karrierestatistik
Stand: Ende der Saison 2024/25

### International
Vertrat Kanada bei:
| - World U-17 Hockey Challenge 2015 - U18-Weltmeisterschaft 2016 - Ivan Hlinka Memorial Tournament 2016 - U18-Weltmeisterschaft 2017 | - U20-Weltmeisterschaft 2018 - U20-Weltmeisterschaft 2019 - Weltmeisterschaft 2021 - Weltmeisterschaft 2022 |

(Legende zur Spielerstatistik: Sp oder GP = absolvierte Spiele; T oder G = erzielte Tore; V oder A = erzielte Assists; Pkt oder Pts = erzielte Scorerpunkte; SM oder PIM = erhaltene Strafminuten; +/− = Plus/Minus-Bilanz; PP = erzielte Überzahltore; SH = erzielte Unterzahltore; GW = erzielte Siegtore; 1 Play-downs/Relegation; Kursiv: Statistik nicht vollständig)